# RAB女蛇山ラジオ送信所
RAB女蛇山ラジオ送信所（アールエービーめじゃやまラジオそうしんじょ）は、青森県青森市鶴ケ坂地区の女蛇山（標高154.2m）にある、青森放送（RAB）の中波基幹送信所である。

## 送信施設概要
| 周波数  | 放送局名     | 呼出符号 | 空中線 電力 | 放送対象地域 | 放送区域 内世帯数 | 運用開始日     | 備考                 |
| ------- | ------------ | -------- | ----------- | ------------ | ----------------- | -------------- | -------------------- |
| 1233kHz | RAB 青森放送 | JOGR     | D5kW        | 青森県       | -                 | 1953年10月12日 | 下北方面に指向性あり |

## その他
- 1962年12月23日、松森の本社敷地内から送信所移転。
- 青森市戸門の弘南バス支村（えだむら）バス停（鶴ケ坂方面バス停）付近で青森県道247号鶴ケ坂千刈線から分岐し、山道を道なりに約2.5km進むと右手にRABラジオの送信塔および局舎がある。途中、急坂やや深い水溜りがある[要出典]。
- ラジオ局舎のロゴカラーは赤である。なお、鷹森山に置かれていたアナログテレビ局舎のロゴカラーは青色であった[要出典]。
- RABラジオは地域ごとに異なる内容の番組・CMを流す時間帯が設けられており、野辺地ラジオ中継局とradiko・radikoプレミアムは青森局の内容を、八戸局と十和田局は八戸局の内容を、弘前局と深浦局は弘前局の内容を放送している[要出典]。